# Куярик
Куярик — упраздненное село в Табасаранском районе Дагестана (Россия). На момент упразднения входило в состав Турагского сельсовета. В 1929—1931 годах являлось административным центром района.

## География
Село расположено у подножья г. Софидаг (1428 м), на притоке р. Карчагсу (бассейн реки Рубас), в 21 км к юго-востоку от села Хучни.

## История
С 1966 года был начат процесс по плановому переселению жителей села в совхоз имени Ильича Дербентского района (в настоящее время г. Дагестанские Огни). Указом ПВС ДАССР от 15 декабря 1975 года населённый пункт Куярик исключен из учёта «как несуществующий».

## Население
По данным 1886 года в селе проживало 222 человек; по данным 1894 года: 29 хозяйств (дымов), 227 человек (113 мужчин и 114 мужчин); данные 1900 года дают такие сведения: 228 человек (115 мужчин и 113 женщин).
| Год       | 1895 | 1908 | 1926 | 1939 | 1970 |
| --------- | ---- | ---- | ---- | ---- | ---- |
| Население | 227  | 268  | 257  | 326  | 98   |

Табасаранское село.

## Кустарные промыслы
Изготовление жерновов и надгробных памятников (в XIX — нач. XX вв.).